# Абма, Карин
Карин Абма (нидерл. Karin Abma, род.5 декабря 1951) — голландская спортсменка, гребчиха, призёр чемпионата мира 1977, 1978 года по академической гребле.

## Биография
Карин Абма родилась 5 декабря 1951 года в городе Арнем, Гелдерланд. Выступала в паре с Йоке Дэйрдорп. На чемпионате мира по академической гребле 1977 года в Амстердаме их пара заняла второе место в заплыве двоек, уступив первое место соперницам из ГДР. Тренером голландской команды был — Виллем Бусхотен (нидерл. Willem Boeschoten). Следующая совместная медаль была добыта на чемпионате мира по академической гребле 1978 года в Карапиро. С результатом 04:05.380 с они заняли третье место пропустив вперёд команды из ГДР и Канады.
Единственный раз на олимпийских соревнования Абма выступала в 1976 году. Во время Летних Олимпийских игр в Монреале она приняла участие в заплыве восьмёрок с рулевой. Голландская команда гребчих достаточно неудачно стартовала, что привело к их финишированию на восьмой позиции. 